# 亨特鎮區 (伊利諾伊州埃德加縣)
亨特鎮區（英語：Hunter Township）是位於美國伊利諾伊州埃德加縣的一個行政鎮區。

## 地方資料
根據2010年美國人口普查的數據，亨特鎮區的面積為78.40平方千米，當中陸地面積為78.20平方千米，而水域面積為0.20平方千米。當地共有人口237人，而人口密度為每平方千米3.02人。